# نيامكو سابوني
نيامكو آنا سابوني (بالسويدية:Nyamko Ana Sabuni) (مواليد 31 مارس 1969) سياسية سويدية من أصل كونغولي ديمقراطي-بوروندي. وحاليا هي وزيرة الإدماج والمساوة بين الجنسين في السويد.
هي عضو في حزب الشعب الليبرالي السويدي. كما سبق وانتخبت كنائب في البرلمان السويدي في 2002 في حين باشرت عملها في مكتب وزارة الإدماج والمساوة بين الجنسين في 6 أكتوبر 2006.

## حياتها المبكرة
سابوني ولدت في بوجومبورا بوروندي، لوالد مسيحي وأم مسلمة. حيث كان والدها وهو سياسي من زائير من جناح يسار الوسط السياسي يقيم في المنفى. قامت العائلة بطلب اللجوء السياسي في السويد في 1981، حيث نشأت سابوني في مدينة «كونغتزانغن» Kungsängen شمال ستوكهولم. درست القانون في جامعة أوبسالا، ودرست سياسة الهجرة في جامعة مالاردالن في مدينة اسكلتسونا، كما درست المعلومات ونظم الاتصالات في كلية برغس للاتصالات في ستوكهولم.
هي متزوجة من سويدي ولديها توأمان، وتصنف نفسها بكونها لادينية.

## وصلات خارجية
- نيامكو سابوني في موقع رئاسة الوزراء في السويد
- نيامكو سابوني في موقع حزب الشعب اليبرالي السويدي  (بالسويدية)